# Ferenc I Nádasdy
Pour les articles homonymes, voir Ferenc Nádasdy et Nádasdy.
Dans le nom hongrois Nádasdy Ferenc, le nom de famille précède le prénom, mais cet article utilise l’ordre habituel en français Ferenc Nádasdy, où le prénom précède le nom.
Le baron puis comte Ferenc (François)  Nádasdy (Nádasdy II. Ferenc en hongrois ; František II. Nádašdy en slovaque) (1555-1604), appelé le Chevalier Noir, est un général (hadvezér) hongrois du XVIe siècle au service des Habsbourg. 
Membre de la famille Nádasdy, il est le fils du baron Tamás Nádasdy et de la comtesse Orsolya (de) Kanizsai. Il était marié à Élisabeth Báthory dite la comtesse sanglante. Il fut également főispán de Vas.
Il participe à la Longue Guerre contre les Turcs dans les rangs de l'armée des Habsbourg.